# Союз ТМА-21 «Юрій Гагарін»
«Союз ТМА-21» — російський пілотований космічний корабель, на котрому був здійснений пілотований політ до МКС. Це двадцять шостий політ корабля серії «Союз» до МКС. До складу корабля входять космонавти Олександр Самокутяєв, Андрій Борисенко та Рон Гаран. На МКС вони увійшли до складу двадцять сьомої і двадцять восьмої довготермінової експедицій. Старт пілотованого космічного корабля «Союз ТМА-21» був запланований на 30 березня 2011 року, однак через неполадки в роботі блоку зв'язку та комутації старт відбувся 4 квітня в 22:18 UTC (5 квітня в 3:18 за київським часом).

## Підготовка до польоту

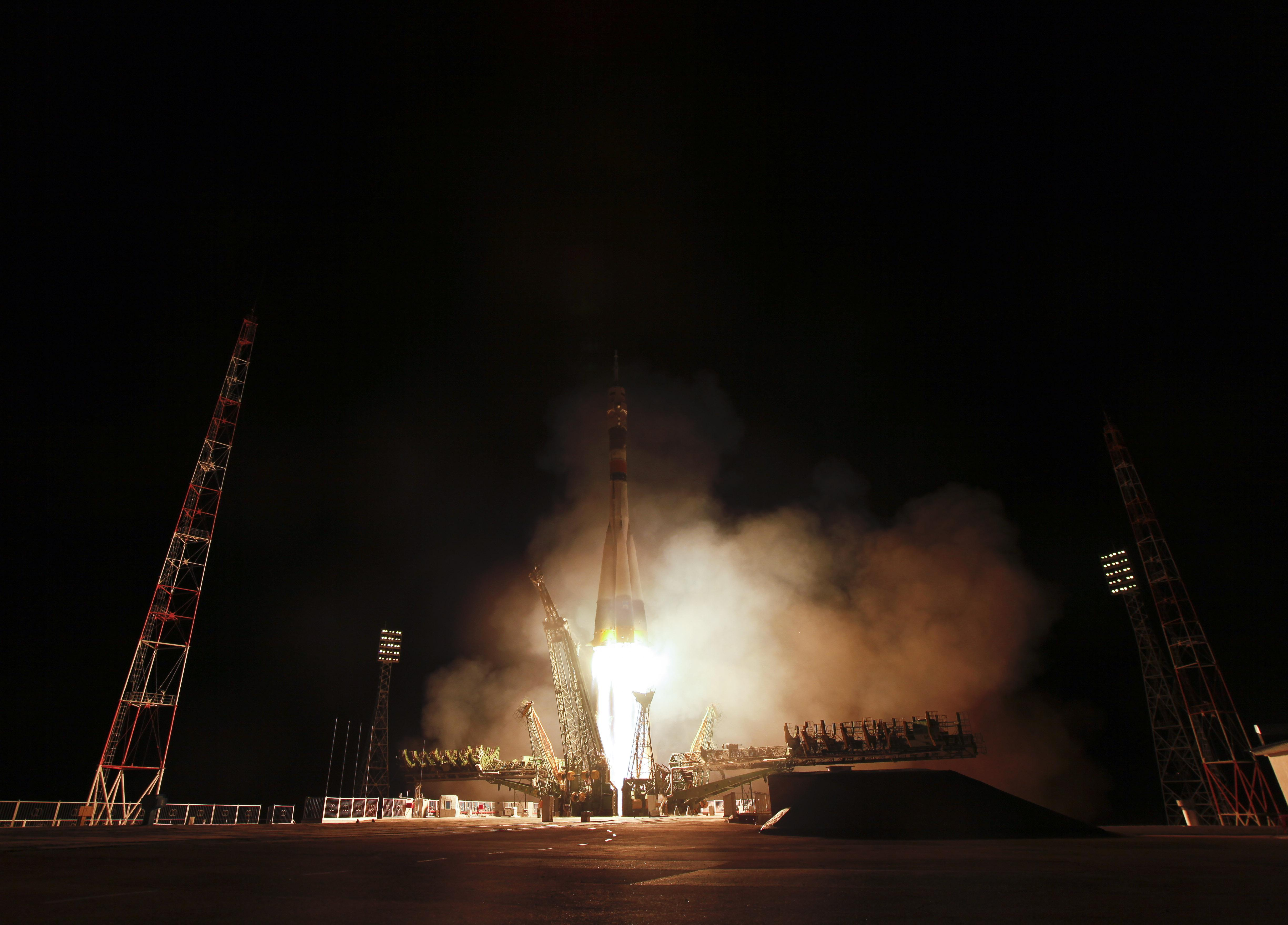
Виведення корабля «Союз ТМА-21» на орбіту 4 квітня 2011 ракетою-носієм Союз-ФГ.

При підготовці до польоту корабля Союз ТМА-20 була пошкоджена капсула спускного апарата (СА), старт корабля був перенесений, у зв'язку із заміною капсули СА на капсулу корабля Союз ТМА-21.
5 квітня 2011 в 2:18 мск корабель успішно стартував з космодрому «Байконур».

## Приземлення
16 вересня 2011 о 07:59:39 МСК у розрахунковому районі в 149 км від міста Жезказган (Республіка Казахстан) здійснив м'яку посадку спусковий апарат космічного корабля «Союз ТМА-21».

## Цікаві факти
- «Союз ТМА-21» став першим російським кораблем цієї серії, що отримав власне ім'я. Запуск «Союзу» приурочений до 50-річчя першого польоту людини в космос. У зв'язку з цим, кораблю присвоєно персональне ім'я  — «Юрій Гагарін», а на обтічник ракети-носія нанесли портрет першого космонавта та напис «50 років з дня польоту в космос першого космонавта Землі Юрія Гагаріна»[4].
- Стиковка з МКС відбувалася в автоматичному режимі на висоті 354 кілометри над горами Анди в Чилі, і відбулася раніше призначеного терміну на 10 хвилин, що дозволило заощадити 5 кілограмів палива[5].